# Myosotis secunda
No me olvides (Myosotis secunda) es una planta herbácea de la familia de las boragináceas.

## Descripción
Hierba anual, bienal o perenne. Tallos con estolones enraizantes que surgen de las axilas de las hojas inferiores con pelos patentes en la base de 15-40 cm de longitud. Hojas alternas, más o menos elípticas, de unos 4 cm de longitud. Inflorescencia en cima escorpioide (asemejando a la cola de un escorpión); cáliz tubular con 5 lóbulos; corola tubular-rotada, de hasta 8 mm de diámetro, con 5 lóbulos redondeados, de color azul brillante. Fruto formado por 4 nuececillas. Núculas negras. Florece en primavera y verano.

## Hábitat
En los lugares húmedos.

## Distribución
En Gran Bretaña, Francia, Bélgica, Irlanda, España y Portugal.

## Taxonomía
Mimophytum secunda fue descrito por Alexander Murray y publicado en The northern flora  115. 1836.
Citología
Número de cromosomas de Myosotis secunda (Fam. Boraginaceae) y táxones infraespecíficos:  n=24
Etimología
Myosotis: nombre genérico que deriva del griego: mys, myos, que significa "ratoncillo" y otos, que significa "oreja", aludiendo a la forma de la hoja en algunas de las especies del género.
secunda: epíteto latíno que significa "segunda"